# Fraserfloden
För andra betydelser, se Fraserfloden (olika betydelser).
Fraserfloden (engelska: Fraser River, franska: fleuve Fraser) är en flod i British Columbia i Kanada. Den rinner upp i Klippiga bergen och flyter därifrån söderut och mynnar i Stilla havet vid Vancouver. Floden har en längd på 1 375 kilometer och dränerar ett område på 220 000 km². De viktigaste bifloderna är Nechakofloden, Quesnel River, Chilcotin River och Thompson River.
I British Columbias historia har Fraserfloden varit en viktig transportrutt för indianer och gruvarbetare. Idag är flodens vatten en viktig resurs för många kommuner och laxfisket i floden bidrar mycket till British Columbias lokalekonomi.
De första européerna som seglade på floden var Dionisio Alcalá Galiano och Cayetano Valdes från Spanien den 14 juni 1792. År 1793 var Alexander Mackenzie den förste europé som utforskade den nordligaste delen. Floden har fått sitt namn från Simon Fraser som utforskade och kartlade floden år 1807.

## Floder som rinner ut i Fraserfloden
- Brunette River
- Coquitlam River
- Pitt River
- Stave River
- D'Herbomez Creek
- Norrish Creek
- Sumas River
- Harrison River
- Ruby Creek
- Coquihalla River
- Anderson River
- Nahatlatch River
- Thompson River
- Stein River
- Seton River
- Bridge River
- Churn Creek
- Chilcotin River
- Williams Lake River
- Quesnel River
- Cottonwood River
- West Road River (Blackwater River)
- Nechako River
- Salmon River
- Willow River
- McGregor River
- Bowron River
- Torpy River
- Morkill River
- Goat River
- Doré River
- Holmes River
- Castle Creek
- Rausch River
- Kiwa Creek
- Tete Creek
- McLennan River
- Swiftcurrent Creek
- Robson River
- Moose River

## Ett panorama

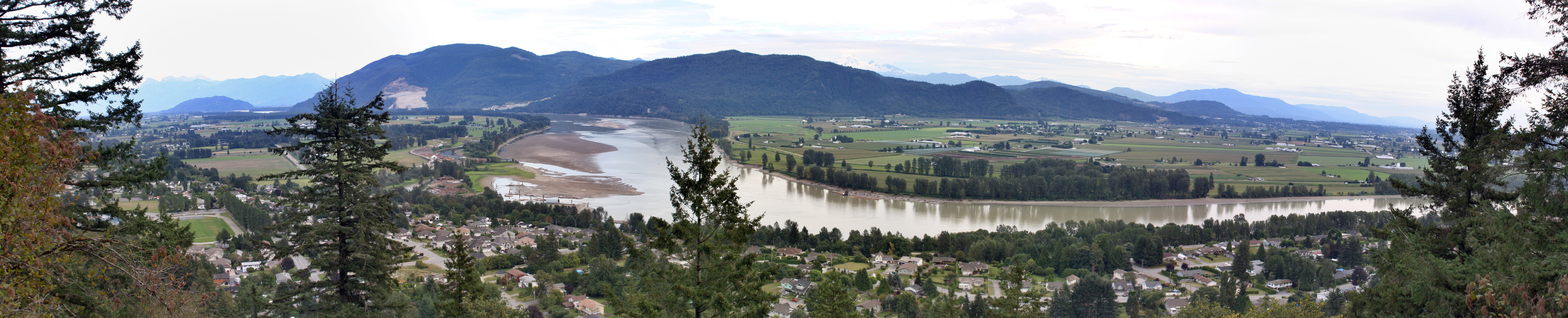
Ett panorama över Fraserfloden